# Zgromadzenie Narodowe Libanu XV kadencji (2009–2017)
Zgromadzenie Narodowe Republiki Libańskiej XV kadencji  rozpoczęło działalność 6 lipca 2009 roku.

## Wybory parlamentarne
Zgromadzenie Narodowe zostało wybrane w czerwcu 2009 roku. Zwycięstwo odniósł Sojusz 14 Marca, zdobywając 71 mandatów, resztę miejsc uzyskali politycy związani z Sojuszem 8 Marca.

### Sojusz 14 Marca (2009)
- Strumień Przyszłości – 26
- Socjalistyczna Partia Postępu – 11
- Siły Libańskie – 8
- Kataeb – 5
- Blok Trypolijski – 2
- Hunczak – 2
- Blok Michela Murra – 2
- Demokratyczny Ruch Lewicy – 1
- Dżamaa al-Islamijja – 1
- Narodowa Partia Liberalna – 1
- Partia Ramgavar – 1
- 11 deputowanych niezrzeszonych

### Sojusz 8 Marca (2009)
- Wolny Ruch Patriotyczny – 18
- Amal – 13
- Hezbollah – 12
- Libańska Partia Demokratyczna – 4
- Ruch Marada – 3
- Dasznak – 2
- Syryjska Partia Socjal-Nacjonalistyczna – 2
- Partia Baas – 2
- Partia Solidarności – 1

## XV kadencja

### Biuro Rady Parlamentarnej
- Przewodniczący Zgromadzenia Narodowego: Nabih Berri (Amal)
- Wiceprzewodniczący Zgromadzenia Narodowego: Farid Makari (Strumień Przyszłości)
- Sekretarze Generalni: Marwan Hamadeh (Socjalistyczna Partia Postępu), Antoine Zahra (Siły Libańskie)
- Delegaci Biura: Ahmad Fatfat (Strumień Przyszłości), Michel Musa (Amal), Serż Torsarkisjan (Hunczak)

### Powołanie rządu Sada al-Haririego
W czerwcu 2009 prezydent Michel Sulaiman desygnował Sada al-Haririego, lidera Sojuszu 14 Marca na stanowisko premiera. Nominację zatwierdził w głosowaniu parlament. Al-Hariri podjął rozmowy z opozycyjnym Sojuszem 8 Marca, mające na celu stworzenie wspólnego rządu jedności narodowej. Pierwsza próba sformowania gabinetu nie powiodła się i dopiero 7 listopada 2009 Al-Hariri zawarł porozumienie z Hezbollahem, przewidujące podział władzy i wspólny rząd.
9 listopada 2009 prezydent zatwierdził nowy gabinet, w skład którego weszło 30 ministrów, 15 z Sojuszu 14 Marca, 10 z opozycji i 5 mianowanych przez prezydenta. 10 grudnia 2009 gabinet Sada al-Haririego uzyskał wotum zaufania, zdobywając 122 głosy poparcia w 128-osobowym Zgromadzeniu Narodowym (4 deputowanych było nieobecnych, 1 głosował przeciw, 1 wstrzymał się od głosu).
W międzyczasie (sierpień 2009) szeregi Sojuszu 14 Marca opuściła Socjalistyczna Partia Postępu pod przywództwem Walida Dżumblatta, ale jej członkowie zasiedli w rządzie jedności narodowej.

### Powołanie rządu Nadżiba Mikatiego
W styczniu 2011 roku ministrowie związani z Hezbollahem i prezydentem opuścili rząd, kierowany przez Sada al-Hariririego. Miało to związek z odmową zerwania współpracy z Trybunałem Specjalnym dla Libanu, który oskarżył członków Hezbollahu o udział w zamachu na Rafika al-Haririego.
25 stycznia prezydent Libanu powierzył misję sformowania nowego rządu Nadżibowi Mikatiemu. Uzyskał on wymagane przez konstytucję poparcie 65 ze 128 członków parlamentu. Kandydata wsparli członkowie Sojuszu 8 Marca, a także Socjalistycznej Partii Postępu oraz niezależni deputowani, którzy odeszli z dotychczasowej koalicji rządowej (m.in. Mohammad Safadi).
13 czerwca, po prawie pięciu miesiącach od nominacji Nadżib Mikati ogłosił skład rządu. W trzydziestoosobowym gabinecie 3 miejsca przeznaczono dla ministrów mianowanych przez prezydenta, 7 dla osób związanych z premierem, 3 dla członków Socjalistycznej Partii Postępu, zaś 17 tek ministerialnych objęli przedstawiciele Sojuszu 8 Marca.
7 lipca 2011 r. rząd Nadżiba Mikatiego uzyskał wotum zaufania. Wsparło go 68 deputowanych, spośród 128 członków libańskiego parlamentu. Większość polityków opozycyjnego Sojuszu 14 Marca opuściło salę obrad, ale kilku jego dotychczasowych członków poparło nowy rząd, m.in. Nicolas Fattusz i Michel Murr.

#### Koalicja rządowa w 2011 roku
- Blok Zmian i Reform (27): Wolny Ruch Patriotyczny (19), Libańska Partia Demokratyczna (4), Marada (3), Dasznak (2), Partia Solidarności (1)
- Blok Rozwoju i Wyzwolenia: Amal (13)
- Blok Lojalności i Oporu: Hezbollah (12)
- Front Narodowego Wysiłku: Socjalistyczna Partia Postępu (7)
- Syryjska Partia Socjalno-Narodowa (2)
- Partia Baas (2)
- pozostali: Ruch Chwały (2), deputowani niezrzeszeni

#### Opozycja w 2011 roku
- Strumień Przyszłości (26)
- Siły Libańskie (8)
- Kataeb (5)
- Hunczak (2)
- Blok Michela Murra (2)
- Demokratyczny Ruch Lewicy (1)
- Dżamaa al-Islamijja (1)
- Narodowa Partia Liberalna (1)
- Partia Ramgavar (1)
- deputowani niezrzeszeni

### Przedłużenie kadencji
31 maja 2013 r. parlament przedłużył swoją kadencję o 17 miesięcy, czyli co najmniej do 20 listopada 2014 r., ze względu na brak porozumienia w sprawie nowej ordynacji wyborczej. Ponadto decyzja była uzasadniana destabilizującym wpływem wojny domowej w Syrii na bezpieczeństwo Libanu. Za wnioskiem głosowało 100 deputowanych ze wszystkich ugrupowań z wyjątkiem Bloku Zmian i Reform.
5 listopada 2014 r. parlamentarzyści po raz kolejny przedłużyli kadencję parlamentu, tym razem o dwa lata i siedem miesięcy (do 20 czerwca 2017). Za wnioskiem głosowało 95 deputowanych, zaś głosowanie ponownie zbojkotowali członkowie Bloku Zmian i Reform.